# Vibrio virus VP882
Vibrio virus VP882 ó VP882 es un virus bacteriófago que puede escuchar conversaciones bacterianas al detectar una molécula que las bacterias usan para comunicarse, utilizando esta habilidad se ha hecho una ingeniería genética para hacerla atacar bajo comando a enfermedades bacterianas como la E. coli y el cólera. VP882 tiene alrededor de 70 genes. VP882 es el primer bacteriófago  que utiliza el espionaje para saber cuando es la situación óptima para matar a sus objetivos, también es la primera vez que la terapia de fagos ha utilizado la comunicación trans reino o a través de dominios. Este virus tiene un enorme potencial como una herramienta terapéutica, ya que puede infectar bacterias no relacionadas. Tiene potencial como alternativa a la resistencia de los antibióticos.

## Funcionamiento
Las bacterias pueden comunicarse y percibir la presencia de otros y esperar a establecer un quorum antes de actuar en concierto. VP882 espía esta comunicación de percepción de quorum. El virus utiliza esta información para permanecer en el huésped o matar al huésped. Es decir, o permanecer bajo el radar dentro de su huésped o activar la secuencia de eliminación que crea cientos o miles de crías que estallan, matando al huésped actual y  lanzándose hacia nuevos huéspedes. Este virus realiza un espionaje cruzando su reino animal.